# Кверче ал Пино (Сијена)
Кверче ал Пино је насеље у Италији у округу Сијена, региону Тоскана.
Према процени из 2011. у насељу је живело 104 становника. Насеље се налази на надморској висини од 319 м.